# ベーブラ - バウナタール線
ベーブラ - バウナタール線（ベーブラ - バウナタールせん、ドイツ語: Bahnstrecke Bebra–Baunatal-Guntershausen）はヘッセン州ベーブラとカッセル近郊であるバウナタールを結ぶ電化された複線の幹線鉄道である。この路線はもともとフリードリヒ・ヴィルヘルム北部鉄道（Friedrich-Willhelms-Nordbahn）の一部として運営された。ヘッセン選帝侯国で最古の路線中一つとして、この路線はベーブラ - フルダ区間と合わせて「フルダ谷線」とも呼ばれる。

## 概要・沿線概況

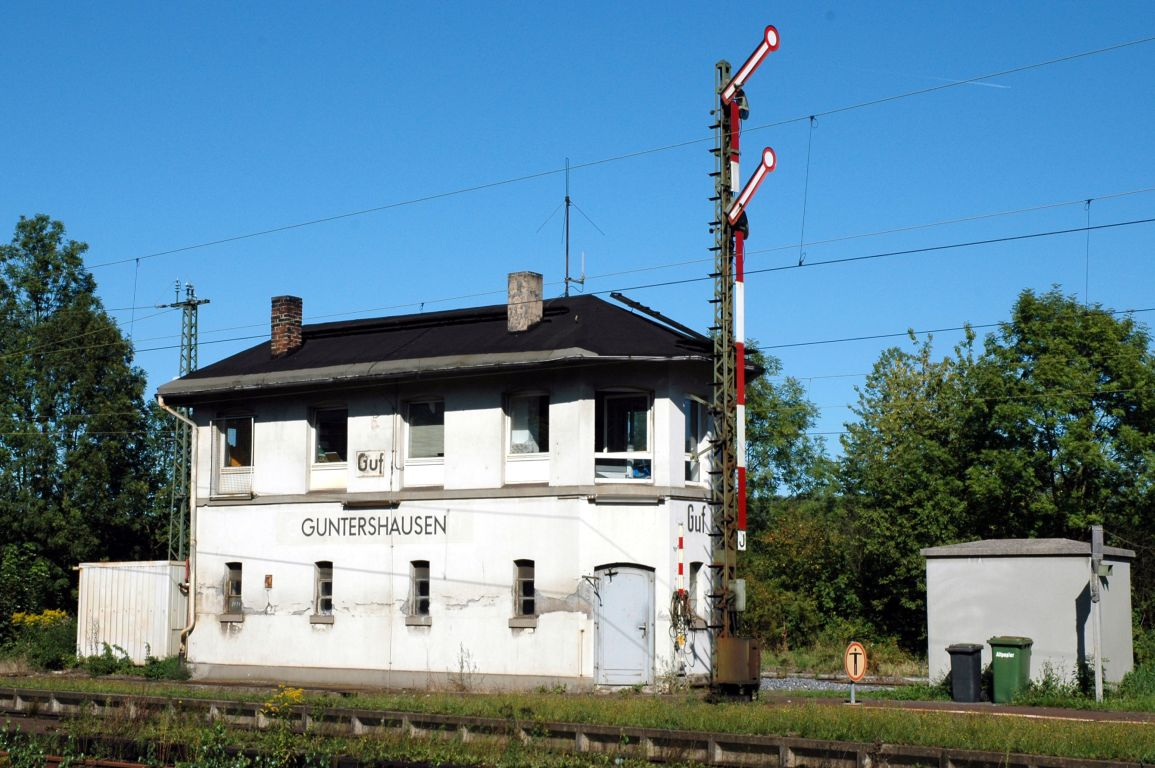
バウナタール・グンタースハウゼン駅

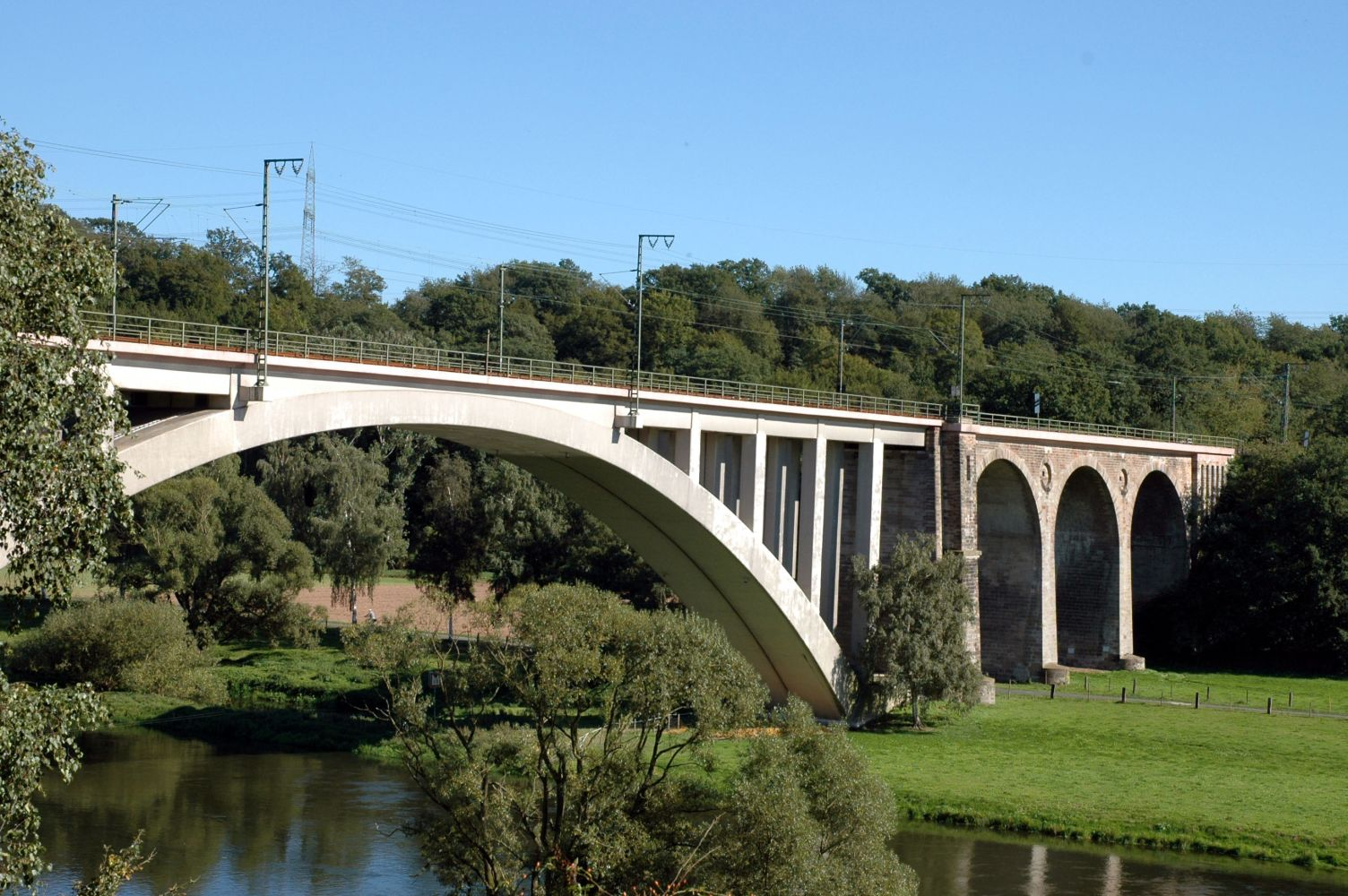
バウナタール・グンタースハウゼン近くのフルダ川高架橋

この路線はバウナタール・グンタースハウゼン駅でマイン＝ヴェーザー線から分岐する。フリードリヒ・ヴィルヘルム北部鉄道は西のヴェストファーレンと東のテューリンゲンを結ぶために建設された。列車はフルダ川及び国道83号と並行して走行する。グンタースハウゼン - メルズンゲン区間はカッセル地域電車が走行している。終点であるベーブラ駅ではテューリンゲン鉄道がこの路線を継承する。
フリードリヒ・ヴィルヘルム北部鉄道の名称はこの路線だけでなく、ウォーバーグとゲルシュトゥンゲン区間の全体に適用されている。またカッセル・ヴィルヘルムスホェーエ - ベーブラ区間には傾斜式車両用途の速度監視装置（Geschwindigkeitsüberwachung für NeiTech-Züge, GNT）が設置されている。

## 歴史
1840年以来ザクセン＝ヴァイマール＝アイゼナッハ大公国、ザクセン＝コーブルク＝ゴータ公国、プロイセン王国、ヘッセン選帝侯国は東西鉄道の建設について交渉していた。鉄道は東側のゲルストゥンゲン、西側のハウエダの間にベーブラとカッセルを経由する予定であった。1841年に協商は終了して、1844年にフリードリヒ・ヴィルヘルム北部鉄道（Friedrich-Wilhelm-Nordbahn）が敷設権を獲得した。
1845年7月1日に鉄道の起工式が行われて、ベーブラ - グクスハーゲン間がまず1848年8月29日開業された。この路線はグンタースハウゼンまで延長されて、1849年12月29日にカッセル - ゲルストゥンゲン間が開通された。
1853年にフリードリヒ・ヴィルヘルム北部鉄道は「選帝侯フリードリヒ・ヴィルヘルム北部鉄道（Kurfürst-Friedrich-Wilhelms-Nordbahn）」に、1866年プロイセンの併合以後ヘッセン北部鉄道（Hessische Nordbahn）に改称された。フリードリヒ・ヴィルヘルム北部鉄道はヘッセン選帝侯国の立場で、北部ヘッセン及び上ヘッセン地域をマイン川境界（Mainlinie）と遠距離輸送で連結する企てであった。
2006年6月1日にカッセル地方電車がこの路線に導入されて、同年12月以来キャントゥス交通が普通列車系統を運営している。

## 運行形態
遠距離輸送の場合、IC51列車がこの路線で運行されるが、中間駅ではほとんど停車しない。
地域輸送の場合、全区間が北ヘッセン運輸連合(Nordhessischer Verkehrsverbund、NVV)の運賃区域に属する。
- 快速列車（RE 5）: カッセル - カッセル・ヴィルヘルムスホェーエ - メルズンゲン - ローテンブルク（フルダ）- ベーブラ - バート・ヘルスフェルト。キャントゥス (CANTUS) 所属。60分/120分間隔。使用車両はFLIRT。

- 普通列車（RB 5）: カッセル - カッセル・ヴィルヘルムスホェーエ - グクスハーゲン - メルズンゲン - マルスフェルト - アルトモルシェン - ハイネバッハ - ローテンブルク（フルダ）- ベーブラ - フルダ。キャントゥス (CANTUS) 所属。60分間隔。使用車両はFLIRT。

- カッセル地方電車（RT5）: カッセル - カッセル・ヴィルヘルムスホェーエ - グクスハーゲン - ロェーレンフルト - メルズンゲン。30/60分間隔。使用車両はアルストム製レギオシターディス。